# ألبرتو غيلاردي
ألبرتو غيلاردي (بالإيطالية: Alberto Ghilardi) مواليد 25 أغسطس 1909 في روما - الوفاة 30 يونيو 1971 في روما، كان دراج إيطالي. سبق أن شارك في دورة الألعاب الأولمبية الصيفية وفاز بميدالية أولمبية.

## الميداليات
| الميدالية | المسابقة                       |
| --------- | ------------------------------ |
| ذهبية     | الألعاب الأولمبية الصيفية 1932 |

## روابط خارجية
- ألبرتو غيلاردي على موقع أرشيف الدراجات (الإنجليزية)
- ألبرتو غيلاردي على موقع إحصائيات الدراجات الإحترافية (الإنجليزية)
- ألبرتو غيلاردي على موقع اللجنة الأولمبية الدولية (الإنجليزية)
- ألبرتو غيلاردي على موقع أوليمبيديا (الإنجليزية)
- ألبرتو غيلاردي على موقع اللجنة الأولمبية الإيطالية (الإيطالية)
- ألبرتو غيلاردي  على موقع SportsReference  - سبورتس رفرنس